# لایتینگ کار
لایتینگ کار (به انگلیسی: Lightning Car) یک شرکت خودروسازی بریتانیایی است، که در سال ۲۰۰۷ تأسیس شد.